# 榆科
榆科共有8属约35种，主要分布在北半球温带区域，大部分在亚洲，没有原生于澳洲的品种。中国有8属50余种，分布于全国。1981年的克朗奎斯特分类法将其分在荨麻目中，1998年根据基因亲缘关系分类的APG分类法认为应该分在蔷薇目，并将朴属（Celtis）及相似的朴族几属另划入大麻科（Cannabaceae）

## 属
- 多蕊朴属 Ampelocera Klotzsch, 1847
- 刺朴属 Chaetachme Planch., 1848
- †椿榆属 Cedrelospermum
- 刺榆属 Hemiptelea Planch.
- 全叶榆属 Holoptelea Planch., 1848
- 槭果榆属 Phyllostylon Capan. ex Benth. & Hook. f., 1880
- 水榆属 Planera J.F.Gmel.
- 榆属 Ulmus L.
- 榉属 Zelkova

## 形态
- 乔木或灌木，顶芽通常早死，其下的腋芽代替，具芽鳞，稀裸露。
- 单叶互生，稀对生，常二列，羽状脉或基部3出脉，稀基部5出脉或掌状3出脉，有柄；托叶常呈膜质，侧生或柄内生，早落。
- 单被花，少数或多数排成聚伞花序，或呈簇生状，或单生，生叶腋、近新枝下部、近基部的苞腋；花被4～8裂片，常呈覆瓦状排列；雄蕊在蕾中直立，稀内曲，常与花被裂片同数、对生，花药2室，纵裂，花粉2～5孔或沟，扁圆形或扁球形；雌蕊由2心皮连合而成，花柱极短，柱头2，子房上位，通常1室，具1枚倒生胚珠。
- 核果或小坚果，有时小坚果具翅或附属物，顶端常有宿存的柱头；无胚乳。

## 用途
许多品种的木材坚硬，适合做家具或农具，树皮、树叶和嫩果可食，美国红榆的树皮可以作为药物镇痛剂，有的品种可以作为观赏树种。